# Mesaj de interes public
Mesajul de interes public sau anunțul de interes public este o înștiințare destinată publicului, fără implicații comerciale, care vizează evidențierea fenomenelor cele mai relevante, cu scopul de a influența modelul de comportament public și de a atrage atenția asupra posibilelor probleme de ordin social Cele mai vechi anunțuri de serviciu public (sub formă de imagini în mișcare) au fost făcute înainte și în timpul celui de-al doilea război mondial, atât în Marea Britanie, cât și în SUA.

## Festivaluri și concursuri
IAA Responsibility Awards este un festival internațional anual de anunțuri de servicii publice, organizat de Asociația Internațională de Publicitate din 2008.